# Ochodaeus singularis
Ochodaeus singularis es una especie de coleóptero de la familia Ochodaeidae.

## Distribución geográfica
Habita en Kenia y Somalia.